# Sam Brown
Samantha Brown, född 7 oktober 1964, är en engelsk sångerska och låtskrivare. Browns mest framgångsrika låt var "Stop!" från 1988. Hon gav ut ett album med samma namn samma år.
Totalt har Brown producerat sju studioalbum, ett live-album, en EP och tre samlingsalbum. Dessutom har hon deltagit i produktionen av tre album som del av gruppen Homespun. 2007 drabbades hon av allvarliga röstproblem, varefter hon slutade spela in och sjunga live. Hon återvände 2023 med det sjunde studioalbumet Number 8.

## Biografi

### Tidiga år
Hon är dotter till musikern Joe Brown och studiosångerskan Vicki Brown. Sam Browns första verk i musikbranschen kom 1978, då hon var 14 år gammal. Då sjöng hon bakgrundssång på det sista studioalbumet av Small Faces, 78 in the Shade. Hon arbetade också som körsångerska för band som Spandau Ballet, och vid sida av sin mor för Jon Lords tredje soloalbum Before I Forget.

### Solokarriär

#### Hos A&M
1986 fick hon skivkontrakt med A&M. Hennes mest framgångsrika sång under den kontraktstiden var "Stop!", släppt som singel 1988. Samma år presenterade hon albumet med samma namn. Andra singlar hämtade från albumet inkluderade "Walking Back to Me", "This Feeling]" och hennes cover av "Can I Get a Witness". Albumet Stop! har totalt sålt i drygt två och en halv miljon exemplar, och den sålde särskilt bra i Storbritannien och Australien. Browns andra album, April Moon (1990), inkluderade de två hit-singarna "Kissing Gate" och "With a Little Love". Ytterligare tre singlar släpptes från albumet: "Mindworks", "Once in Your Life" och "As One".

#### Independent-produktioner
Browns tredje studioalbum, 43 Minutes… spelades in under tiden som hennes mor låg döende i bröstcancer. A&M, Browns dåvarande skivbolag, var inte nöjda med albumet och önskade lite potentiella hitlåtar. Brown vägrade dock kompromissa och kunde efter en utdragen juridisk strid köpa tillbaka masterbanden till albumet, vilka hon släppte 1992/1993 på hennes eget bolag Pod Music, ett år efter moderns död. Inledningsvis trycktes endast en upplaga i få exemplar, men 2004 skedde en nyutgivning.

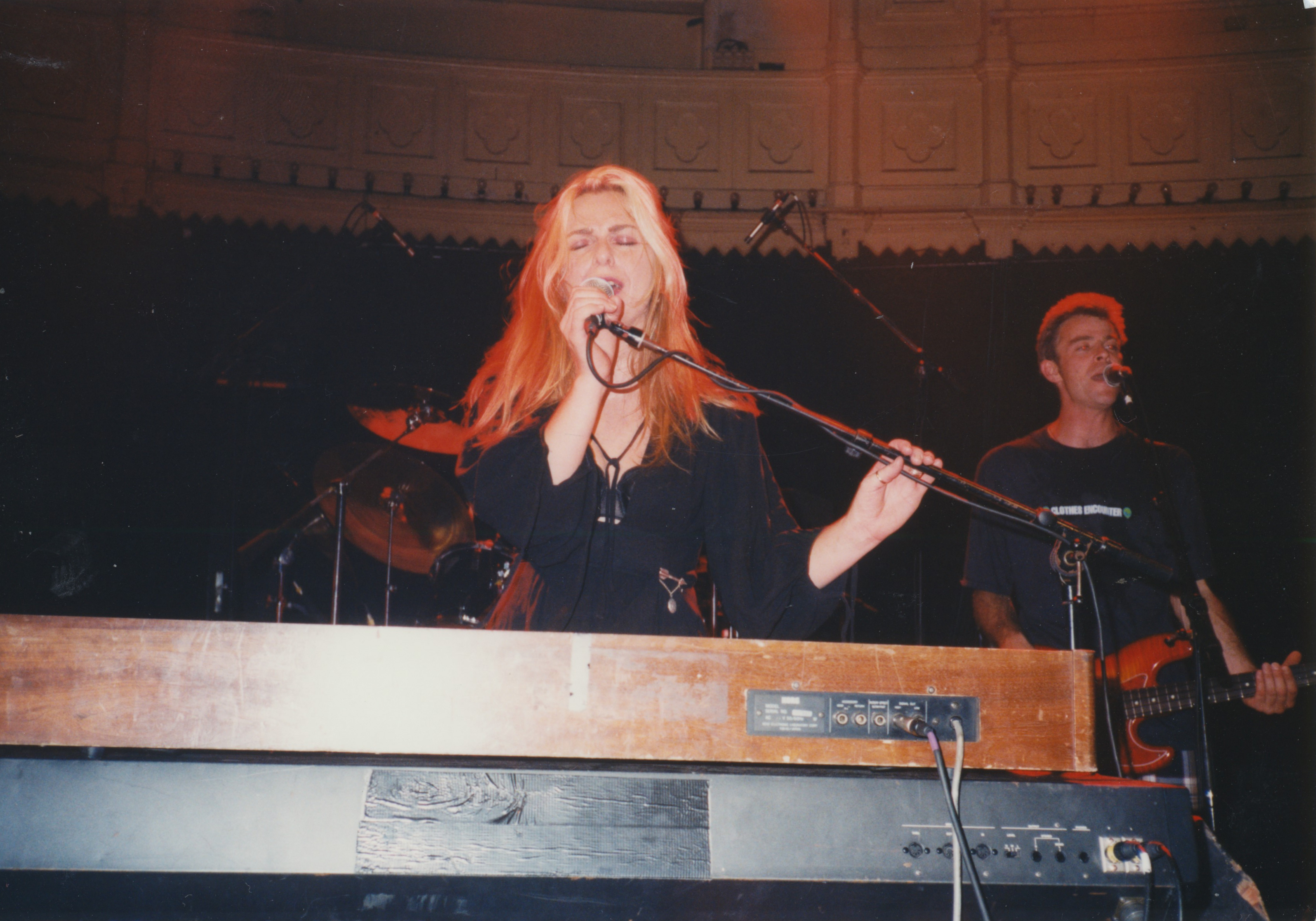
Sam Brown 1997, vid konsert på Paradiso Amsterdam.

Brown bidrog 1994 med körsång på Pink Floyds fjortonde studioalbum The Division Bell. Hon följde även med bandet på dess följande konsertturné. På det följande Pink Floyd-albumet Pulse (1995) sjöng hon körsång och bidrog även med solosång till "The Great Gig in the Sky". Samma år hade hon en mindre hit med "Just Good Friends", en duett tillsammans med singer-songwritern Fish.
1997 återvände Brown med sitt fjärde studioalbum Box, distribuerad på independentbolaget Demon Music Group. Bland låtarna på albumet fanns "Embrace the Darkness", "Whisper" och "I Forgive You", skriven tillsammans med Maria McKee. McKees version av låten hörde ursprungligen på hennes andra album You Gotta Sin to Get Saved.
Browns fjärde studioalbum – Reboot – kom ut 2000 på ytterligare ett independentbolag, Mud Hut. Där släpptes även singeln "In Light of All That's Gone Before". 2003 bildade Brown bandet Homespun med Dave Rotheray. Gruppen har släppt tre album. Under den här perioden presenterade hon flera soloutgåvor, inklusive EP:n Ukulele and Voice. 2004 släppte Jon Lord Beyond the Notes, ett album där Brown bidrog med nästan alla låttexterna. På hösten 2006 deltog hon i fadern Joe Browns brittiska turné, där även hennes bror Pete Brown medverkade.

#### Röstproblem, senare år
2007, sju år efter det förra albumet, kom Of the Moment. Hon återvände i oktober samma år till topp 10 i den brittiska albumlistan, när hennes låt "Valentine Moon" inkluderades på Jools Hollands album Best of Friends. Samma år drabbades hon av svåra röstproblem, och av okänd anledning har hon senare inte kunnat återfå sin tidigare sångröst. I en intervju 2013 förklarade hon att "Jag kan inte stänga stämbanden och nå en ren ton på samma gång. Det känns som om det är muskler som inte gör sitt jobb." Efter att man funnit en cysta på hennes stämband, bortopererades dessa. Röstproblemen fortsatte dock, vilket förhindrat henne till att ta rena toner.
I sökandet efter en alternativ sysselsättning startade Brown 2010 en ukuleleklubb. Hon expanderade verksamheten till flera klubbar i Oxfordshire, Dorset, London och på Internet.
2021 släppte hon sitt hittills enda live-album, Wednesday The Something of April. Den inkluderar inspelningen av en solo-konsert från 2004 med sånger från hela hennes dåvarande karriär.

Browns första studioalbum på femton års tid, Number 8, släpptes i januari 2023. Det skrevs och spelades in tillsammans med mångårige samarbetspartnern Danny Schogger. Produktionen drog nytta av programvaran Melodyne som en hjälp för att stabilisera Browns sångröst.

### Kör och gästartist
Vid sidan av sin solokarriär har Brown varit framträdande som körsångerska och medhjälpare på andra musikers produktioner. Hon har arbetat med Barclay James Harvest (1984), David Gilmour (David Gilmour in Concert) och Pink Floyd, Deep Purple (In Concert with The London Symphony Orchestra), Jon Lord, The Firm, Gary Moore, George Harrison och Nick Cave. Hon har ofta framträtt som medlem av Jools Holland's Rhythm and Blues Orchestra och uppmärksammades för sin medverkan 2002 vid "Concert for George", en konsert till minne av George Harrison på den första årsdagen av Harrisons död. Vid det tillfället sjön hon "Horse to the Water". Sången är inkluderad i filmen från konserten och den digitala albumutgåvan från 2018 av konserten. 2002 var hon körsångare på Buckingham Palace, under Golden Jubilee of Elizabeth II-konserten "Party at the Palace".
Under 2010 inledde Brown en verksamhet som lärare i körsång vid Academy of Contemporary Music (ACM) i Guildford i Surrey. Detta är en skola för rock- och popmusiker.

## Privatliv
Brown har två barn, födda 1993 och 1995. Barnens far är hennes före detta make Robin Evans, producent och musiker. 16 juni 1991 avled Browns mor Vicki Brown i 50 års ålder, på grund av bröstcancer.

## Diskografi

### Studioalbum
- 1988 – Stop!
- 1990 – April Moon
- 1992 – 43 Minutes[16]
- 1997 – Box
- 2000 – Reboot
- 2007 – Of the Moment
- 2023 – Number 8

### Live-album
- 2021 – Wednesday the Something of April

### Samlingsalbum
- 2005 – The Very Best of Sam Brown

### Albumtitlar
Brown har presenterat sju soloalbum och ett livealbum. I löpordning efter utgivningsår bokstaverar inledningsbokstäverna på dessa ut hennes namn:
- Stop!
- April Moon
- (43) Minutes...
- Box
- ReBoot
- Of the Moment
- Wednesday the Something of April
- Number 8

Hon sa att hon var omedveten om detta mönster, tills detta påpekades för henne efter utgivningen av Reboot (2000). När Brown väl blev medveten om det tydliga men oplanerade mönstret, lovade hon att fortsätta namngivningen av kommande utgåvor på samma sätt. Hon bad också sina fans om förslag inför namngivningen av hennes då kommande album, med 'O' i början. Of the Moment gavs ut i september 2007, och titeln var ett förslag av ett av hennes fans via Browns webbplats.